# Paroecanthus toltecus
Paroecanthus toltecus är en insektsart som beskrevs av Henri Saussure 1878. Paroecanthus toltecus ingår i släktet Paroecanthus och familjen syrsor. Inga underarter finns listade i Catalogue of Life.